# Demolition
Demolition é o décimo quarto álbum de estúdio da banda Judas Priest, lançado a 31 de Julho de 2001. É o segundo e último álbum com Tim "Ripper" Owens nos vocais.
| Críticas profissionais                                                      | Críticas profissionais |
| Avaliações da crítica                                                       | Avaliações da crítica  |
| Fonte                                                                       | Avaliação              |
| --------------------------------------------------------------------------- | ---------------------- |
| allmusic                                                                    | [ 1 ]                  |
| Rolling Stone                                                               | [ 2 ]                  |
| Esta tabela precisa de ser acompanhada por texto em prosa. Consulte o guia. |                        |

## Faixas
| N.º | Título            | Compositor(es)            | Duração |  |
| 1.  | "Machine Man"     | Glenn Tipton              | 5:35    |  |
| 2.  | "One on One"      | K. K. Downing, Tipton     | 6:44    |  |
| 3.  | "Hell Is Home"    | Downing, Tipton           | 6:18    |  |
| 4.  | "Jekyll and Hyde" | Tipton                    | 3:19    |  |
| 5.  | "Close to You"    | Downing, Tipton           | 4:28    |  |
| 6.  | "Devil Digger"    | Tipton                    | 4:45    |  |
| 7.  | "Bloodsuckers"    | Downing, Tipton           | 6:18    |  |
| 8.  | "In Between"      | Tipton                    | 5:41    |  |
| 9.  | "Feed on Me"      | Tipton                    | 5:28    |  |
| 10. | "Subterfuge"      | Tipton, Chris Tsangarides | 5:12    |  |
| 11. | "Lost and Found"  | Downing, Tipton           | 4:57    |  |
| 12. | "Cyberface"       | Tipton, Scott Travis      | 6:45    |  |
| 13. | "Metal Messiah"   | Tipton, Tsangarides       | 5:14    |  |

| Faixa bônus Japão |                  |                                     |         |  |
| N.º               | Título           | Compositor(es)                      | Duração |  |
| 14.               | "What's My Name" | Tim "Ripper" Owens, Downing, Tipton | 3:45    |  |

| Faixas bônus Digipak |                                          |                              |         |  |
| N.º                  | Título                                   | Compositor(es)               | Duração |  |
| 14.                  | "Rapid Fire" (versão regravada)          | Rob Halford, Downing, Tipton | 3:53    |  |
| 15.                  | "The Green Manalishi" (versão regravada) | Peter Green                  | 4:09    |  |

| Faixas bônus Austrália |                                          |                          |         |  |
| N.º                    | Título                                   | Compositor(es)           | Duração |  |
| 14.                    | "What's My Name"                         | Owens, Downing, Tipton   | 3:45    |  |
| 15.                    | "Rapid Fire" (versão regravada)          | Halford, Downing, Tipton | 3:53    |  |
| 16.                    | "The Green Manalishi" (versão regravada) | Green                    | 4:09    |  |

## Créditos
Judas Priest
- K. K. Downing – guitarra
- Glenn Tipton – guitarra
- Ian Hill – baixo
- Scott Travis – bateria
- Tim "Ripper" Owens – vocal

Músicos adicionais
- Don Airey – teclado

## Desempenho nas paradas
| Paradas musicais (2001)               | Posições |
| ------------------------------------- | -------- |
| Áustria (Ö3 Austria Top 40)           | 50       |
| França (SNEP)                         | 72       |
| Alemanha (Offizielle Deutsche Charts) | 16       |
| Suécia (Sverigetopplistan)            | 55       |
| Suíça (Schweizer Hitparade)           | 72       |
| Estados Unidos (Billboard 200)        | 165      |